# Nahuel Huapi
Nahuel Huapi (španělsky Lago Nahuel Huapi) je jezero na hranicí provincií Río Negro a Neuquén v Argentině. Nachází se na východních svazích Patagonských And. Má rozlohu 550 km². Je 72 km dlouhé a 1,5 až 8 km široké. Dosahuje maximální hloubky 438 m. Leží v nadmořské výšce 767 m.

## Pobřeží
Pobřeží je velmi malebné, se zálivy, které mají podobu fjordů. Břehy jsou porostlé hustým lesem.

## Vodní režim
Z jezera odtéká řeka Limay.

## Využití
Na jezeře je rozvinutá místní vodní doprava. Na břehu leží klimatické lázně. V okolí je rozvinutá turistika. Jezero je součástí stejnojmenného národního parku.

## Externí odkazy

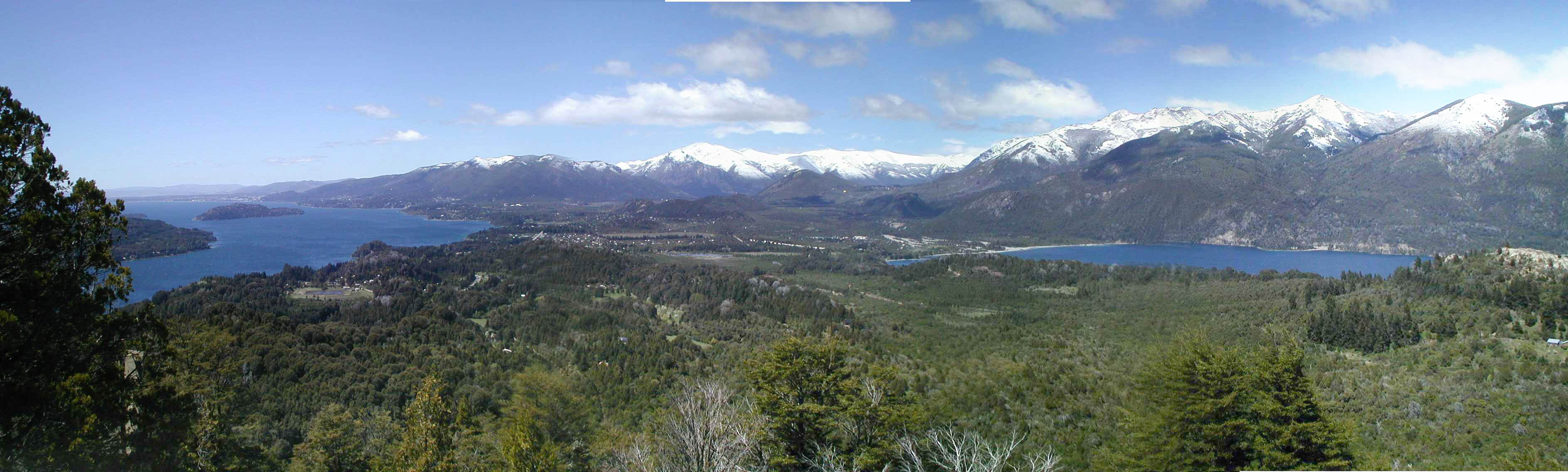
Jezero Nahuel Huapi v létě.